# 金海剛
金 海剛（キム・ヘガン、朝鮮語: 김해강、 1903年4月16日 - 1987年5月21日）は、日本統治時代の朝鮮及び大韓民国の詩人、教員。
本名は金 大駿（キム・デジュン、김대준）。

## 生涯
全羅北道全州出身。新興学校（現・全州新興高等学校）、全州師範学校（現・全州教育大学校）を卒業。その後教員を務めながら詩作。1925年朝鮮文壇への『月の国』と1926年東亜日報への『新しい日の祈願』で文壇に登場し、この時期はほかに『出帆の歌』、『5月の歌』、『変節者よ！行け』、『姉の臨終』等がある。1936年に詩専門誌『詩建設』に同人として参加し、1940年に金嵐人との共同詩集『青色馬』を刊行した。そのほか、韓国芸術文化団体総連合会全羅北道支部長を歴任した。自宅にて84歳で死去した。

## 死後の評価
2002年に発表された親日文人42人名簿に選ばれた。1942年の『帰ってこない九つの壮士』など計3編が選ばれた。
全州の徳津公園に詩碑が建てられている。

## 参考資料
- 《새전북신문》 (2003.8.14) 전북출신 문인들의 친일논란